# La canzone del cuore (film 1929)

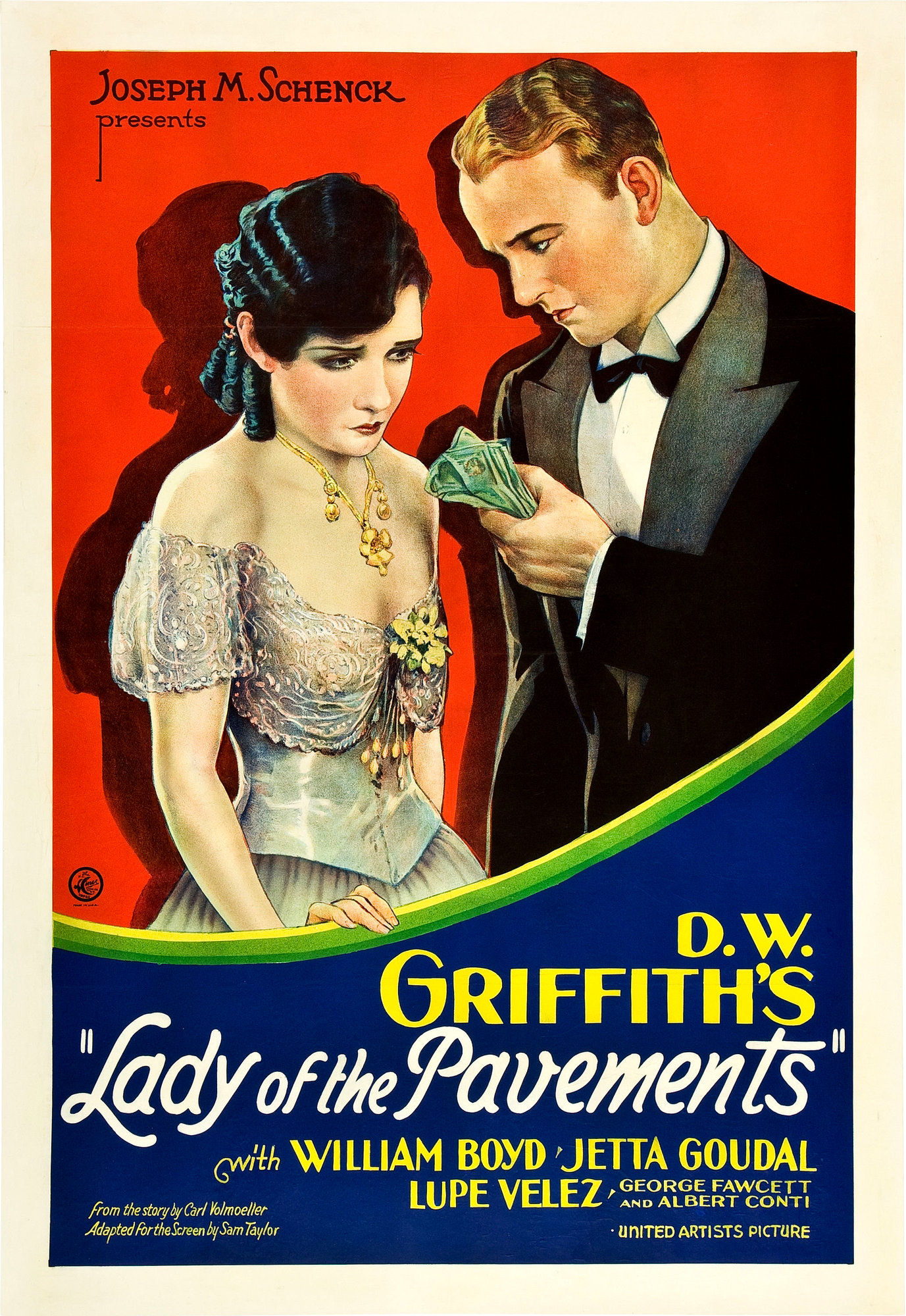

La canzone del cuore è un film del 1929, diretto da D.W. Griffith. La protagonista è Lupe Vélez che nel film canta una canzone di Irving Berlin.
Copia del film viene conservata nei Mary Pickford Archives.

## Trama
Karl, un giovane diplomatico prussiano, scopre che Diane, la sua fidanzata, lo tradisce. Duro, le dichiara che preferirebbe la prima ragazza di strada piuttosto che avere ancora a che fare con lei. Diane, una raffinata aristocratica, si offende a morte e decide di vendicarsi. Trova in un ritrovo malfamato una zingarella, Ninon, e la presenta a Karl, spacciandola per una nobildonna. Il giovane si innamorerà di Ninon, ma poi, quando scoprirà le sue origini, resterà scioccato. La ragazza, allora, decide di tornare dai suoi, nel locale dove lavorava. Lì ritrova suo padre che lei aveva lasciato per seguire il sogno di un futuro migliore. Karl, pentito, le chiederà scusa, accettando pure l'ingombrante zingaro per amore di Ninon.

## Produzione
Fu prodotto da Joseph M. Schenck per la Art Cinema Corporation.

## Distribuzione
Il film fu distribuito attraverso la United Artists, con una prima a Los Angeles il 22 gennaio 1929.
Il film venne presentato nelle sale con uno score orchestrale sincronizzato che, nei suoi momenti chiave, interpolava una canzone cantata da Lupe Velez e scritta appositamente per il film da Irving Berlin, Where Is the Song of Songs for Me?. La Velez pubblicò con un certo successo anche una registrazione su disco Victor del brano e, per sostenere il film, presenziò alle prime in varie città americane 
.

### Data di uscita
data di uscita
- USA Lady of the Pavements  22 gennaio 1929  (Los Angeles, California)
- Germania La Paiva 1929
- Turchia Ask zambagi 1929
- Finlandia	  21 ottobre 1929
- Portogallo A Melodia de Amor  29 aprile 1930
- Italia Le Giornate del Cinema Muto di Pordenone 2008